# Kaingthaung Island
Kaingthaung Island är en ö i Myanmar.   Den ligger i regionen Ayeyarwady, i den södra delen av landet, 500 km söder om huvudstaden Naypyidaw. Arean är 11,4 kvadratkilometer.
Terrängen på Kaingthaung Island är mycket platt. Öns högsta punkt är 12 meter över havet. Den sträcker sig 4,3 kilometer i nord-sydlig riktning, och 4,7 kilometer i öst-västlig riktning.